# Alceste Arcangeli
Alceste Arcangeli (Pisa, 8 de septiembre de 1880 — Turín, 28 de abril de 1965) fue un zoólogo y biólogo italiano.

## Biografía
Alceste Arcangeli nació en Pisa en 1880, hijo de Giovanni, profesor de Botánica. Se licenció en Ciencias Biológicas en Pisa.
En 1923 fue profesor de Zoología en la Universidad de Sassari, y luego, en 1926, en la Universidad de Bari, donde fue Prefecto del Jardín Botánico.
En 1930 obtuvo la cátedra de Zoología de la Universidad de Turín, donde se estableció definitivamente.
El 5 de mayo de 1937 fue nombrado miembro de la Academia de Ciencias de Turín.
Alceste Arcangeli fue uno de los pioneros de la investigación moderna sobre la determinación del sexo y la variabilidad sexual en los hermafroditas. También fue reconocido a nivel mundial como especialista en crustáceos isópodos.
Murió en Turín el 28 de abril de 1965.

## Obras
- Il ciprino dorato - Morfologia, biologia, razze, origine, allevamento, colorazione, anomalie, malattie e nemici - 1926
- Dai rettili all'ameba - Milán, 1915
- Contributo alla conoscenza degli isopodi della Catalogna - Barcelona, 1924
- Contributo alla conoscenza della fauna isopodologica delle terre circostanti all'alto Adriatico - Vol. 11, pt. I (1926-28), p. 1-62 - Publicado en 1926
- Gli isopodi terrestri dell'estuario veneto - Vol. 18 (1950-52), 2, p. 13-59 - Publicado en 1950